# Прёлль, Мартин
Мартин Прёлль (нем. Martin Pröll; род. 21 марта 1981, Фрайштадт, Верхняя Австрия) — австрийский легкоатлет, специалист по стипльчезу, бегу на средние и длинные дистанции, кроссу и марафону. Выступал за сборную Австрии по лёгкой атлетике в 1999—2011 годах, чемпион Европы среди молодёжи, многократный победитель и призёр первенств национального значения, участник летних Олимпийских игр в Афинах.

## Биография
Мартин Прёлль родился 21 марта 1981 года в городе Фрайштадт, Австрия. Занимался лёгкой атлетикой в Линце, выступал за местный клуб SK VÖEST.
Дебютировал на международном уровне в сезоне 1999 года, когда вошёл в состав австрийской сборной и выступил на юниорском европейском первенстве в Риге, где в зачёте бега на 3000 метров с препятствиями закрыл десятку сильнейших. Также стартовал в забеге юниоров на чемпионате Европы по кроссу в Веленье, став на финише четвёртым.
В 2000 году в стипльчезе финишировал пятым на юниорском мировом первенстве в Сантьяго. На кроссовом чемпионате Европы в Мальмё выиграл бронзовую медаль среди юниоров.
В 2001 году в 3000-метровом беге с препятствиями был пятым на молодёжном европейском первенстве в Амстердаме.
На чемпионате Европы 2002 года в Мюнхене стал седьмым в стипльчезе.
В 2003 году в той же дисциплине одержал победу на молодёжном европейском первенстве в Быдгоще, установив ныне действующий рекорд данных соревнований — 8:25.86. Стартовал на чемпионате мира в Париже.
Благодаря череде успешных выступлений в 2004 году удостоился права защищать честь страны на летних Олимпийских играх в Афинах — на предварительном квалификационном этапе стипльчеза показал время 8:26.01, чего оказалось недостаточно для выхода в финальную стадию соревнований.
В 2005 году в беге на 3000 метров занял восьмое место на чемпионате Европы в помещении в Мадриде. В беге на 3000 метров с препятствиями на соревнованиях в бельгийском Хёсден-Золдере выиграл бронзовую медаль и установил свой личный рекорд — 8:13.74, тогда как на чемпионате мира в Хельсинки в финал не вышел.
В 2006 году в стипльчезе показал девятый результат на чемпионате Европы в Гётеборге.
В 2007 году занял 61-е место на чемпионате мира по полумарафону в Удине.
В 2008 году среди прочего стартовал на Кубке Европы по бегу на 10 000 метров в Стамбуле, показал 43-й результат на чемпионате Европы по кроссу в Брюсселе.
В 2009 году бежал 3000 метров на чемпионате Европы в помещении в Турине, став в финале десятым.
В 2010 году принимал участие в чемпионате Европы в Барселоне, в зачёте стипльчеза в финал выйти не смог.
В 2011 году с личным рекордом 2:20:14 финишировал третьим на домашнем марафоне в Линце и на этом завершил карьеру профессионального спортсмена.
В разное время Прёлль становился чемпионом Австрии в беге на 5000 метров (2003, 2006), беге на 10 000 метров (2006, 2010), беге на 10 км по шоссе (2007), полумарафоне (2007), кроссе на короткой дистанции (2007, 2008), беге на 3000 метров с препятствиями (2002, 2004, 2005, 2008—2010).
Впоследствии стал профессиональным фотографом, работал на свадьбах, проводил фотосъёмку архитектурных объектов, делал портретные фотографии и пр.